# IF Gnistan
Idrottsföreningen Gnistan (schwedisch, wörtlich „Sportverein Funke“), kurz IF Gnistan, ist ein ursprünglich finnlandschwedischer Sportverein aus dem zweisprachigen Stadtteil Oulunkylä (schwedisch Åggelby) in Helsinki (Helsingfors). Heute ist es ein reiner Fußballverein, der seit 2024 in der ersten finnischen Liga, der Veikkausliiga, spielt.

## Geschichte
IF Gnistan ist ein ursprünglich finnlandschwedischer Sportverein, wird aber heute v. a. von finnischsprachigen Mitgliedern unterstützt. Der Verein wurde 1924 von Schülern der beiden schwedischsprachigen Schulen im Stadtteil Svenska Reallyceum und Åggelby svenska samskola gegründet und betrieb mehrere Wettkampfabteilungen, darunter Skisport, Leichtathletik, Schwimmen und Pesäpallo. Die Fußballabteilung wurde erst 1935 gegründet, als der Verein dem Finnischen Fußballverband beitrat. In den 1950er Jahren hatte IF Gnistan neben den ursprünglichen Sportarten auch starke Mannschaften in Orientierungslauf, Crosslauf, Gymnastik und Tischtennis.
In den späten 1950er Jahren beschloss der Verein, alle seine Abteilungen mit Ausnahme der Fußballmannschaften aufzulösen. Die Fußballer des IF Gnistan wurden in den 1960er Jahren zu einem bedeutenden Team der Hauptstadtregion, stiegen jedoch nie in die oberste Liga auf. Nach der Saison 1994 spielten sie erstmals in der zweiten Liga Ykkönen, wo sie vier Jahre blieben. Insgesamt spielten sie während drei Perioden in der zweiten Liga.

## Stadion
Der Verein trägt seine Heimspiele in der Mustapekka Areena in Helsinki aus. Das Stadion hat ein Fassungsvermögen von 1100 Personen.
Koordinaten: 60° 14′ 4,9″ N, 24° 57′ 45″ O

## Trainerchronik
Stand: Oktober 2024
| Trainer           | Nationalität | von               | bis               |
| ----------------- | ------------ | ----------------- | ----------------- |
| Toni Korkeakunnas | Finnland     | 1. Januar 1999    | 31. Dezember 2002 |
| Toni Korkeakunnas | Finnland     | 1. Januar 2007    | 31. Dezember 2007 |
| Tommi Laitila     | Finnland     | 1. Januar 2008    | 31. Dezember 2009 |
| Mika Lönnström    | Finnland     | 2. September 2011 | 1. Mai 2012       |
| Jani Honkavaara   | Finnland     | 1. Januar 2012    | 31. Dezember 2012 |
| Erkka V. Lehtola  | Finnland     | 1. Januar 2013    | 31. Dezember 2013 |
| Ray Saarelaine    | Finnland     | 1. Januar 2014    | 31. Dezember 2014 |
| Mikko Eskelinen   | Finnland     | 1. Januar 2015    | 31. Dezember 2015 |
| Tommi Lingman     | Finnland     | 1. Januar 2016    | 17. Juli 2017     |
| Petri Haapimaa    | Finnland     | 18. Juli 2017     | 19. Juli 2017     |
| Roberto Nuccio    | Italien      | 20. Juli 2017     | 3. August 2020    |
| Ricardo Duarte    | Portugal     | 4. August 2020    | 5. Oktober 2021   |
| Rui Carvalho      | Portugal     | 6. Oktober 2021   | 31. Dezember 2021 |
| Joonas Rantanen   | Finnland     | 1. Januar 2022    | 31. Dezember 2023 |
| Jussi Leppälahti  | Finnland     | 1. Januar 2024    |                   |

## Präsidenten
- 1924–1961 Bror Krabbe
- 1962–1964 Ernst Fogde
- 1965–1967 Jacob Söderman
- 1968 Stig Kämpe
- 1969–1990 Nils-Erik „Nisse“ Andersson
- 1991–1999 Kimmo Salin
- 2000–2009 Asko Murto
- 2009–2011 Tero Korhonen
- seit 2011 Topi Miettinen